# 宮古機場
宮古機場（日语：／ Miyako kūkō */?）為日本沖繩縣宮古島市（宮古島）的機場。依據日本空港整備法被指定為第三種機場。

## 歷史
- 1943年：舊日本軍建設為海軍機場。
- 1956年：改為民用機場。
- 1973年：依據日本空港整備法被指定為第三種機場。
- 1975年：機場跑道延長至1500公尺。
- 1978年：暫時開始提供噴射機起降使用。
- 1983年：機場跑道延長至2000公尺。
- 1984年：增設ILS。
- 1992年：機場跑道地面強化。提供穩定中型噴射機的起降。
- 1997年：新的機場客運大樓開始啟用。

## 航空管制
| 種類 | 頻率                    |
| TWR  | 118.200 MHz 126.200 MHz |

管制由國土交通省大阪航空局宮古機場·航線監視雷達事務所擔當

## 航空保安無線施設
| 局名   | 種類  | 電波頻率 | 識別信號 |
| 宮古島 | NDB   | 340KHz   | MY       |
| 宮古島 | VOR   | 117.5MHz | MYC      |
| 宮古島 | TACAN | 1209MHz  | MYC      |

維護事務是由日本國土交通省大阪航空局宮古空港ｍ，航線監視雷達事務所航空管制技術官担當。
宮古島NDB輸出部分（増幅）使用真空管。日本航空保安施設使用真空管僅為宮古島之NDB。

## 航空公司與航點
| 航空公司                           | 目的地                                  |
| ---------------------------------- | --------------------------------------- |
| 日本航空 由日本越洋航空營運（NU）  | 沖繩、東京/羽田                         |
| 日本航空 由琉球空中通勤營運（RAC） | 石垣、多良間、沖繩                      |
| 全日本空輸（NH）                   | 東京/羽田、名古屋/中部、大阪/關西、沖繩 |
| 全日本空輸（NH） 由全日空之翼營運  | 沖繩                                    |

## 如何前往
- 從平良乘出租車約10分鐘。

## 外部連結
- 宮古機場（页面存档备份，存于）（日語）
- 宮古機場介紹（页面存档备份，存于）（日語）
- JAL機場訊息-宮古機場（页面存档备份，存于）（日語）
- ANA機場訊息-宮古機場（页面存档备份，存于）（日語）